# Зов крови (альбом)
«Зов крови» — третий альбом российской фолк-группы Мельница. В него вошли многие песни с предыдущих альбомов и ранее не издававшиеся на альбомах песни, а также новые работы.
Альбом был издан в двух вариантах: «простом» и «подарочном». На «подарочном» есть два бонус-трека: песни «Белая Кошка» и «Рапунцель». Издания отличаются цветом обложки: у «простого» она цветная, у «подарочного» — ахроматическая.
Песни «Травушка» и «Невеста полоза» успешно участвовали в хит-параде Нашего радио «Чартова дюжина», презентация альбома (МСА «Лужники», 2 декабря 2006) стала победителем премии в номинации «Концерт».
Песня «Ай, волна» основана на рассказе «Долгое ночное плавание» сербского писателя Милорада Павича.

## Список композиций
Вся музыка написана Хелависой, кроме отмеченных.
| №                   | Название            | Текст песни            | Музыка              | Длительность |
| ------------------- | ------------------- | ---------------------- | ------------------- | ------------ |
| 1.                  | «Невеста Полоза»    | Хелависа               |                     | 4:32         |
| 2.                  | «Зов крови»         | Хелависа               |                     | 3:59         |
| 3.                  | «Двери Тамерлана»   | Хелависа               |                     | 3:29         |
| 4.                  | «Травушка»          | Алексей Сапков         | Алексей Сапков      | 3:55         |
| 5.                  | «Сестра»            | Ольга Лишина, Хелависа |                     | 3:32         |
| 6.                  | «Полнолуние»        | Алевтина Леонтьева     | Алевтина Леонтьева  | 4:14         |
| 7.                  | «Сказка о Дьяволе»  | Хелависа               |                     | 6:41         |
| 8.                  | «Дракон»            | Хелависа               |                     | 3:59         |
| 9.                  | «Ай, волна»         | Ольга Лишина, Хелависа |                     | 4:15         |
| 10.                 | «Ворожи»            | Алевтина Леонтьева     |                     | 3:40         |
| 11.                 | «Огонь»             | Ольга Лишина, Хелависа |                     | 5:03         |
| 12.                 | «Лента в волосах»   | Ольга Лишина, Хелависа |                     | 3:05         |
| Общая длительность: | Общая длительность: | Общая длительность:    | Общая длительность: | 50:54        |

| №                   | Название                   | Текст песни            | Музыка              | Длительность |
| ------------------- | -------------------------- | ---------------------- | ------------------- | ------------ |
| 1.                  | «Невеста Полоза»           | Хелависа               |                     | 4:32         |
| 2.                  | «Зов крови»                | Хелависа               |                     | 3:59         |
| 3.                  | «Двери Тамерлана»          | Хелависа               |                     | 3:29         |
| 4.                  | «Травушка»                 | Алексей Сапков         | Алексей Сапков      | 3:55         |
| 5.                  | «Сестра»                   | Ольга Лишина, Хелависа |                     | 3:32         |
| 6.                  | «Полнолуние»               | Алевтина Леонтьева     | Алевтина Леонтьева  | 4:14         |
| 7.                  | «Сказка о Дьяволе»         | Хелависа               |                     | 6:41         |
| 8.                  | «Дракон»                   | Хелависа               |                     | 3:59         |
| 9.                  | «Ай, волна»                | Ольга Лишина, Хелависа |                     | 4:15         |
| 10.                 | «Ворожи»                   | Алевтина Леонтьева     |                     | 3:40         |
| 11.                 | «Огонь»                    | Ольга Лишина, Хелависа |                     | 5:03         |
| 12.                 | «Лента в волосах»          | Ольга Лишина, Хелависа |                     | 3:05         |
| 13.                 | «Белая кошка» (бонус-трек) | Юлия Клаузер           | Юлия Клаузер        | 4:41         |
| 14.                 | «Рапунцель» (бонус-трек)   | Татьяна Лаврова        |                     | 2:26         |
| Общая длительность: | Общая длительность:        | Общая длительность:    | Общая длительность: | 57:31        |

## В записи приняли участие
- Наталья «Хелависа» О’ Шей— вокал, кельтская арфа, кастаньеты («Огонь»)
- Алевтина Леонтьева — вокал («Сестра», «Полнолуние», «Ворожи»), бэк-вокал
- Александр «Грендель» Степанов — гитара
- Алексей «Чус» Сапков — гитара
- Сергей Заславский — флейта, мелодика, калюка («Сестра»), альт-саксофон («Полнолуние»), аккордеон («Лента в волосах»), тин-вистл («Ворожи»), жалейка («Ворожи», «Травушка»)
- Алексей Орлов — виолончель
- Дмитрий Фролов — барабаны, боуран («Белая кошка»)
- Алексей Кожанов — бас-гитары, трещотка
- Записано в июне-ноябре 2006 года в студии «МДМ»
- Запись и сведение — Иван Евдокимов
- Мастеринг — Владимир Овчинников
- Дизайн — Алексей Сапков
- Художник — Софья Еловикова
- Администрирование — Алексей Тарасов